# Gabriel Rusu
Gabriel Rusu (n. 24 august 1969, Sărmașu, județul Mureș) este un caricaturist, grafician și scenograf român. A absolvit Universitatea de Arte Tîrgu Mureș, secția scenografie. Membru al Uniunii Caricaturiștilor din România, al Federation of Cartoonist Organisations și al Uniunii Artiștilor Plastici din România, secția Grafică Publicitară.
Trăiește și își desfășoară activitatea în Târgu Mureș. A publicat caricatură în presa locală și centrală: Cuvântul Liber, 24 ore Mureșene, Jurnal Express, Informația de Mureș, Gazeta de Mureș, Total Informația, Ziua, Romaniai Magyar Szo, Pădurea și viața, Cotidianul, Of Corso. A colaborat cu diverse agenții de publicitate. 

## Premii
- 2015 - Marele Premiu - Golden Keg, Presov, Slovacia.
- 2015 - Premiul Special - The HumoDEVA International Cartoon Contest, Deva, România.
- 2011 - Mențiune de onoare - Niemodlin, Polonia.
- 2009 - Premiul I - Baku, Azerbaidjan.
- 2009 - Marele premiu - „Nicolae Claudiu”, Suceava, România.
- 2008 - Marele premiu - „Grafis ludica”, Botoșani, România.
- 2008 - International Prize Umoristi a Marostica, Italia.
- 2008 - Premiul Special - Salonul Internațional de Caricatură, Brăila, România.
- 2008 - Premiul I - The World Festival of Humor „Dictatorship of Laughter”, Călărași, România.
- 2008 - Premiul II - Beijing Science Education Cartoon&Animation Creatice Competition, Beijing, China.
- 2007 - Master Prize - „Master Cup International Cartoon and Illustration Biennial, Beijing, China.
- 2007 - Mențiune de onoare - Lisabona, Portugalia.
- 2007 - Mențiune de onoare - Daejeon, Korea.
- 2007 - Premiul Castelanului - Kozuchow, Polonia.
- 2007 - Premiul Tivoli - „SATYRYCON”, Legnica, Polonia.
- 2007 - Premiul Special - International Exhibition PEN, Damasc, Siria.
- 2007 - Premiul Special - Kolasin, Muntenegru.
- 2006 - Premiul I - Expoziția Națională de Grafică Satirică, București, România.
- 2006 - Premiul III - Festivalul de Umor „Constantin Tănase”, Vaslui, România.
- 2006 - Premiul de Excelență - Concursul Internațional de Caricatură, Urziceni, România.
- 2006 - Best Cartoonist Prize - Daejeon, Coreea de Sud.
- 2006 - Premiul I - Salonul Internațional de Caricatură, Brăila, România.
- 2006 - Premiul I - Festivalul International Umor, Gura Humorului, România.
- 2005 - DICACO Prize - Daejeon, Coreea de Sud.
- 2005 - Premiul II - Festivalul de Umor, Gura Humorului, România.
- 2005 - Mențiune de onoare - „International Mail Art and Cartoon Festival”, Sofia, Bulgaria.
- 2005 - Premiul de Execelență - „China Xin Min News Peace Cup Cartoon Contest”,Shanghai, China.
- 2005 - Premiul de Excelență - „China LM International Cartoon Exhibition”, China.
- 2004 - Mențiune de Onoare - „1st International Indian Cartoon Contest”, secțiunea portret, Hyderabad, India.
- 2004 - Mențiune de Onoare - „1st International Indian Cartoon Contest”, secțiunea caricatură, Hyderabad, India.
- 2004 - Mențiune - „Humorfest 13”, Foligno, Italia.
- 2004 - Mențiune de Onoare - „6th Porto Cartoon World Festival”, National Printing Museum, Porto, Portugalia.
- 2004 - Premiul de excelență - „The China Leng Mu International Cartoon Competition”, Nanjing, China.
- 2003 - Premiul special - Festivalul Internațional „Water Civilization”, Tulcea, România.
- 2003 - Premiul special - Festivalul Internațional de Caricatură „Dictators of the Laught”, Călărași, România.
- 2002 - Premiul de excelență - „The China Leng Mu International Cartoon Competition”, Nanjing, China.